# 味噌天神前停留場

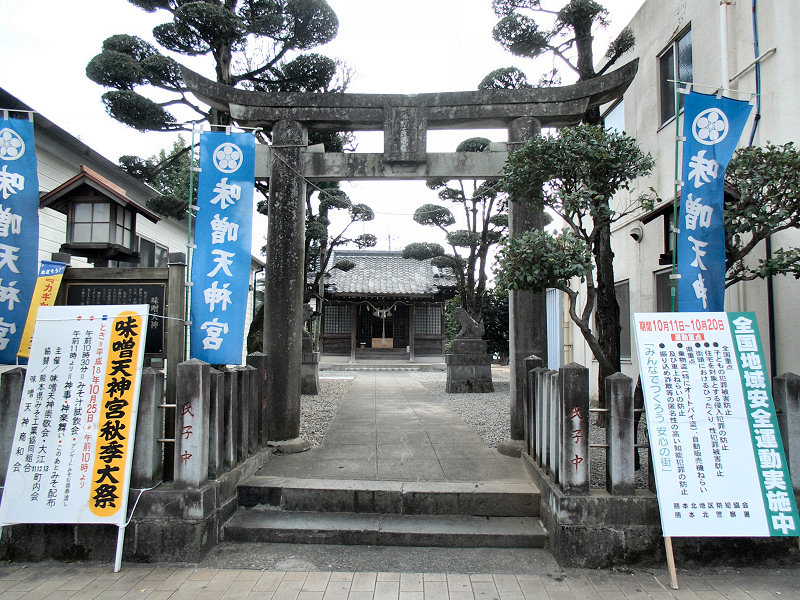
味噌天神

味噌天神前停留場（日语：／ Misotenjin-mae teiryūjō */?），又稱味噌天神前電車站，是位於熊本縣熊本市中央區大江五丁目和大江本町，熊本市交通局（熊本市電）水前寺線的電車站。車站編號為15。A系統和B系統停靠此站。
另外，此條目也會記述此電車站附近的巴士站——味噌天神前巴士站。

## 歷史
- 1924年（大正13年）8月1日 - 味噌天神前停留場啟用。
- 日期不詳 - 電車站改名為味噌天神站。
- 日期不詳 - 廢止。
- 1948年（昭和23年）5月 - 味噌天神站再次啟用。
- 1962年（昭和37年）前 - 電車站改名為味噌天神前停留場。

## 電車站構造
此電車站設有2面2線的相對式低地台月台（千鳥式月台）。月台與路邊行人路之間設有行人過路處。

### 運行系統
此電車站是水前寺線電車站之一。■A系統和■B系統會駛入此站。
| 月台 | 路線           | 上下行 | 方向                                             |
| ---- | -------------- | ------ | ------------------------------------------------ |
| 西邊 | ■A系統         | 上行   | 通町筋、辛島町、熊本站、田崎橋方向               |
| 西邊 | ■B系統         | 上行   | 通町筋、辛島町、本妙寺入口、上熊本方向           |
| 東側 | ■A系統、■B系統 | 下行   | 新水前寺站、水前寺公園、動植物園入口、健軍町方向 |

## 使用狀況
| 1日上下車人次變化 | 1日上下車人次變化 |
| 年度              | 1日平均人次       |
| ----------------- | ----------------- |
| 2011年            | 761               |
| 2012年            | 803               |
| 2013年            | 792               |
| 2014年            | 843               |
| 2015年            | 859               |

## 電車站周邊
電車站周邊設有商業設施和住宅區。大約在東邊300米處設有白山路口，該處為熊本縣道28號熊本高森線（通稱：電車通）和白山通相交處，該路口交通量較多。
- 味噌天神（日语：本村神社 (熊本市)）
- 熊本市立圖書館（日语：熊本市立図書館）
- 熊本大學藥學部
- 熊本學園大學（日语：熊本学園大学）
  - 熊本學園大學付屬中學·高等學校（日语：熊本学園大学付属中学校・高等学校）
  - 熊本學園大學付屬敬愛幼稚園（日语：熊本学園大学付属敬愛幼稚園）
- 熊本大江六郵局
- 熊本縣立熊本高等學校（日语：熊本県立熊本高等学校）
- 開新高等學校（日语：開新高等学校）
- 熊本縣立劇場（日语：熊本県立劇場）
- 熊本縣民電視台
- 肥後銀行味噌天神分店
- 和菓子之香梅（日语：お菓子の香梅）總部
- 光多制服（日语：光多制服）總部
- 川野醫院
- 伊井產婦人科醫院
- 中央區城市規劃中心大江交流室
- 熊本中央警署（日语：熊本中央警察署）味噌天神交番
- youme Town大江（日语：ゆめタウン大江）
- 熊本森都綜合醫院（日语：くまもと森都総合病院）

## 巴士路線
一般巴士路線（關於巴士站名，產交巴士和熊本巴士名為「味噌天神」，其他巴士公司名為「味噌天神前」）
- 產交巴士（日语：九州産交バス） - A1-1、K1-1・K1-5・K3～5・K6-0、L4～6、R1系統（除了A1-1，其他路線是櫻町巴士總站（日语：熊本桜町バスターミナル）、熊本站、西部車廠（日语：九州産交バス熊本営業所）方向）
- 電鐵巴士 - C5、C9、K6-0系統（班次較少。只於平日早上通勤時段行走，櫻町巴士總站方向不停站）
- 熊本巴士（日语：熊本バス） - L1～2、K1-3～4、K2系統
- 熊本都市巴士（日语：熊本都市バス） - H1～4、J1～3、K1-1～2、K6-0、L0、O3～4、P0、W1～2系統（H4、O系統只停靠白山通一方的巴士站）

高速巴士（巴士站名為「味噌天神」）
- 前往福岡（博多站（日语：博多バスターミナル）、天神、福岡機場)：日之國號（日语：ひのくに号） - 與西日本鐵道聯營，座位定員制
  - Super Non-stop：經益城交匯處（日语：益城熊本空港インターチェンジ）前往博多站、天神
  - 經植木交匯處（日语：植木インターチェンジ）：經熊本交匯處（日语：熊本インターチェンジ）、植木交匯處、廣川、筑紫野前往博多站、天神
  - 各停：經熊本交匯處前往福岡機場
- 前往長崎(長崎站、中央橋)：龍膽號（日语：りんどう号） - 與長崎縣營巴士（長崎縣交通局（日语：長崎県交通局））聯營，座位指定制
- 前往宮崎(宮交City（日语：宮交シティ）、宮崎站)：南風號（日语：なんぷう号） - 與宮崎交通（日语：宮崎交通）聯營，座位指定制
- 前往鹿兒島(鹿兒島中央站、鹿兒島本港（日语：鹿児島港）)：霧島號（日语：きりしま号） - 與鹿兒島交通（日语：鹿児島交通）、南國交通（日语：南国交通）聯營，座位指定制
- 前往大分(時葉（日语：トキハ本店）前、縣立正門前（日语：大分県庁）)：山彥號（日语：やまびこ号 (特急バス)） - 與大分巴士（日语：大分バス）聯營，座位定員制
- 前往延岡(延岡站前巴士中心（日语：延岡駅前バスセンター）)：高千穗號（日语：たかちほ号） - 與宮崎交通聯營，座位指定制

聯絡（快速）巴士
- 熊本機場利木津巴士（日语：九州産交バス熊本営業所#空港バス・快速バス）（AM系統）
- 經熊本機場前往高森中央（日语：産交バス高森営業所）：隆盛號（日语：たかもり号）（TM系統）

## 相鄰電車站
熊本市交通局
■A系統、■B系統（水前寺線）
交通局前（14）－味噌天神前（15）－新水前寺站前（16）

## 注腳
1. ↑  国土数値情報(駅別乗降客数データ)  （页面存档备份，存于）（日語） - 國土交通省，2018年3月27日參閲

## 外部連結
- 熊本市交通局 （页面存档备份，存于）（日語）